# Nazionale maschile di beach soccer della Corea del Sud
La nazionale di beach soccer della Corea del Sud rappresenta la Corea del Sud nelle competizioni internazionali di beach soccer.

## Rosa
Aggiornata a ottobre 2008
| N. |                          | Ruolo | Calciatore     |
| -- | ------------------------ | ----- | -------------- |
| 1  | Corea del Sud (bandiera) | P     | Park Jun-Hyuk  |
| 2  | Corea del Sud (bandiera) | D     | Lee Ho-Chang   |
| 3  | Corea del Sud (bandiera) | C     | Yoo Sung-Ryong |
| 5  | Corea del Sud (bandiera) | D     | Lim Jung-Ha    |
| 6  | Corea del Sud (bandiera) | D     | Yoon Sin-Young |

| N. |                          | Ruolo | Calciatore     |
| -- | ------------------------ | ----- | -------------- |
| 7  | Corea del Sud (bandiera) | D     | Kang Eun-Seok  |
| 8  | Corea del Sud (bandiera) | C     | Lee Han-Soo    |
| 9  | Corea del Sud (bandiera) | C     | Sin Han-Kook   |
| 10 | Corea del Sud (bandiera) | A     | Choi Kyung-Jin |
| 11 | Corea del Sud (bandiera) | A     | Shim Jong-Bo   |

- Allenatore:  Park Mal-Bong
- Assistente:  Kim Hae-Gook